# Protosmia querquedula
Protosmia querquedula is een vliesvleugelig insect uit de familie Megachilidae. De wetenschappelijke naam van de soort is voor het eerst geldig gepubliceerd in 1994 door van der Zanden.